# Суворовский (Иркутская область)
Суворовский — посёлок в Нижнеилимском районе Иркутской области России. Входит в состав Шестаковского муниципального образования. Находится примерно в 14 км к юго-западу от районного центра.

## Население
| 2002 | 2010 | 2011 | 2012 |
| ---- | ---- | ---- | ---- |
| 723  | ↘458 | ↘453 | ↘443 |